# Rhacochelifer gracilimanus
Rhacochelifer gracilimanus är en spindeldjursart som beskrevs av Volker Mahnert 1993. Rhacochelifer gracilimanus ingår i släktet Rhacochelifer och familjen tvåögonklokrypare. Inga underarter finns listade i Catalogue of Life.